# Chiesa di Santa Maria Donnaromita
La chiesa di Santa Maria Donnaromita (già chiesa di Santa Maria de Perceo di Romania) è un edificio di culto sconsacrato, situato in via Giovanni Paladino a Napoli.

## Storia

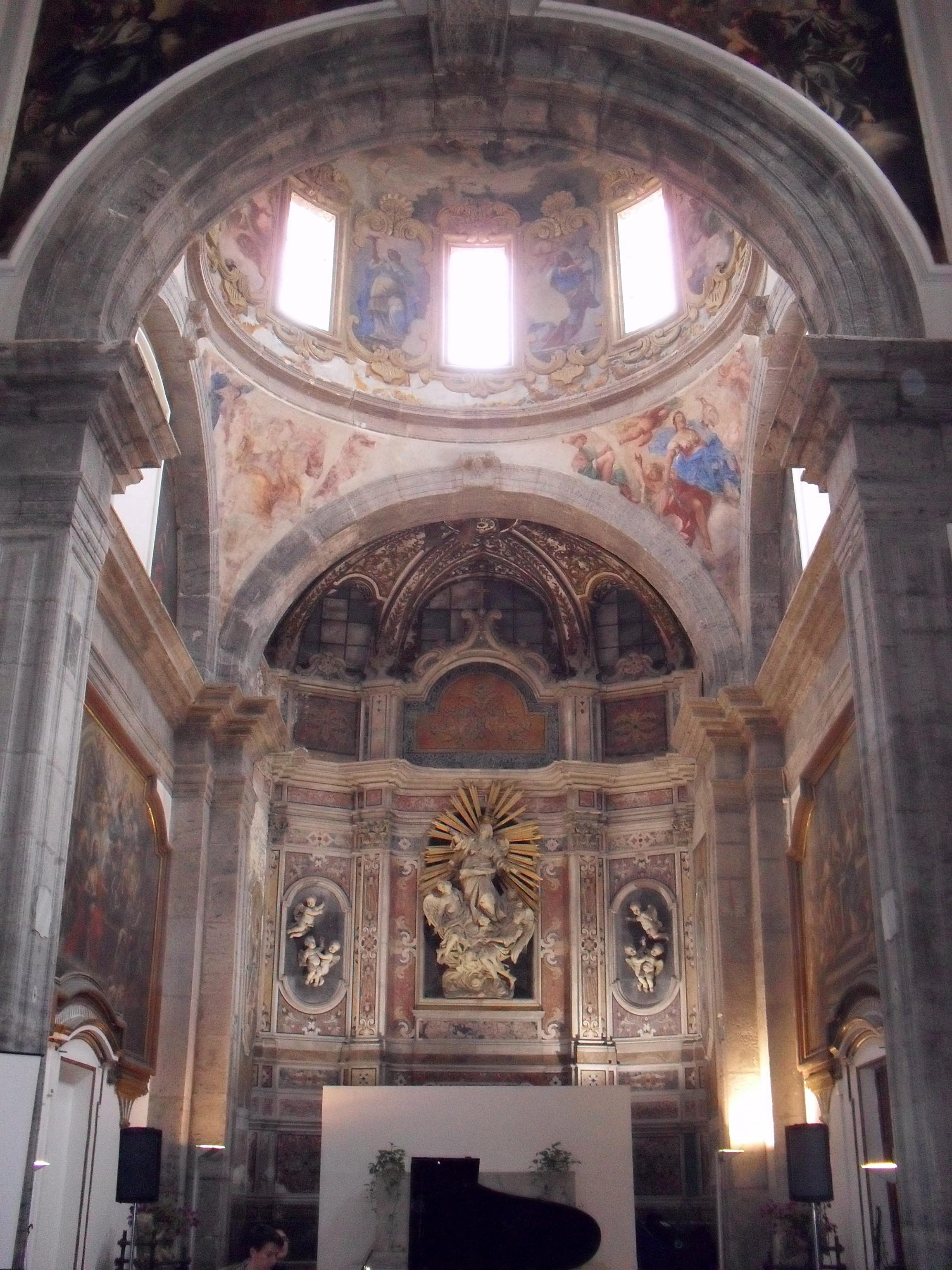
Altare e cupola

L'antico luogo di culto fu fondato da alcune monache provenienti da Costantinopoli ed è ricordato con questo nome sin dal 1025; nel XIV secolo fu costruita una nuova chiesa di notevoli dimensioni e venne rifatta nel XVI secolo da Giovanni Francesco di Palma; alla fine del medesimo secolo, l'architetto Giovanni Vincenzo Della Monica progettò il convento con i due chiostri.
Tra il Seicento ed il Settecento vennero apportate modifiche che resero l'edificio un esempio barocco. Dal 1762 Giuseppe Astarita lavorò nel convento.
Nel XIX secolo il convento venne soppresso due volte: la prima volta nel 1808, durante il decennio francese, la seconda nel 1824 a causa dell'esiguità del numero delle monache. Fu così sede di istituzioni militari fino all'Unità d'Italia, quando nel 1863 fu destinato alla "Scuola per ingegneri". In seguito divenne, ed è ancora oggi, sede del dipartimento di chimica e biologia dell'Università Federico II.
Dopo i danni del terremoto del 1930 la chiesa fu liberata dalle aggiunte barocche e riportata all'originale stile rinascimentale.
Durante la seconda guerra mondiale il tempio venne danneggiato e restaurato nel dopoguerra. Tuttavia subì vari furti, primo su tutti quello dell'altare maggiore nel 1971.

## Descrizione
L'interno presenta tipiche le forme del rinascimento napoletano: il soffitto fu realizzato nel 1587-1590 su disegno di Giovanni Andrea Magliuolo e dipinto da Teodoro d'Errico; sulla controfacciata è presente un'Adorazione dei Magi realizzata da Francesco De Mura nel 1728, mentre la cupola fu affrescata da Luca Giordano.
Nell'abside si trovano i resti dell'altare maggiore, realizzato dai fratelli scultori Bartolomeo Ghetti e Pietro Ghetti; la pavimentazione invece è del riggiolaio Donato Massa.
In una cappella c'è la tomba del duca Teodoro adattata in un sarcofago di età romana.
In vico Donnaromita è presente un portale di accesso al convento, datato 1762 e progettato da Giuseppe Astarita in piperno e dalle linee classicheggianti. È composto da due colonne di ordine tuscanico e al centro del timpano spezzato un grande medaglione recante un simbolo mariano, sovrastato da una croce. L'atrio successivo, sempre opera dell'Astarita, è ottagonale e coperto da una scodella.